# Медвежонок на дороге
«Медвежонок на дороге» — советский мультипликационный фильм Расы Страутмане, снятый на студии «Союзмультфильм» в 1965 году.

## Сюжет
Как-то пришло время кормить маленьких медвежат, но весь мёд, оказывается, кончился. Их мама сразу же позвонила родственнику с просьбой принести мёд для детей, но тот из-за болезни поручил это дело своему сынку с очень отзывчивым сердцем. Взявшись за это и идя по дороге с большим бочонком мёда, медвежонок очень долго часто встречал зверей, которые проезжали мимо на машинах и не останавливались перед ним, видя всё его трудное положение. Только один ёжик на велосипеде и предложил медвежонку свою помощь и так они вдвоём кое-как довезли бочонок до места назначения. Мишка потом понял, что звери становятся точно такими же, как и некоторые люди, которые даже не могут помочь друг другу из-за своей гордыни.

## Создатели
- Авторы сценария: Роман Качанов, Генрих Сапгир
- Режиссёр: Раса Страутмане
- Художники-постановщики: Розалия Зельма, Борис Акулиничев
- Оператор: Владимир Саруханов
- Композитор: Владимир Дашкевич
- Звукооператор: Георгий Мартынюк
- Художники-мультипликаторы:  Мария Зубова, Юрий Кузюрин, Анатолий Абаренов, Вячеслав Шилобреев
- Куклы и декорации выполнили:  Павел Гусев, Олег Масаинов, Владимир Шафранюк, Борис Караваев, Светлана Знаменская, Ирина Максимова
- Под руководством Романа Гурова
- Монтажёр: Лидия Кякшт
- Редактор: Аркадий Снесарев
- Директор картины: Натан Битман

## Переиздания на VHS и DVD
Мультфильм неоднократно переиздавался на VHS и DVD в сборниках мультфильмов:
- Лучшие советские мультфильмы, Studio PRO Video, 1990-е, VHS.
- «Союзмультфильм» сборник №?, Союз Видео, выпуск середины 1990-х годов.[1]
- «Ёжик плюс черепаха», «Союзмультфильм».